# Pulvinaria alboinducta
Pulvinaria alboinducta är en insektsart som beskrevs av Fonseca 1962. Pulvinaria alboinducta ingår i släktet Pulvinaria och familjen skålsköldlöss. Inga underarter finns listade i Catalogue of Life.